# Erdmann Kröger

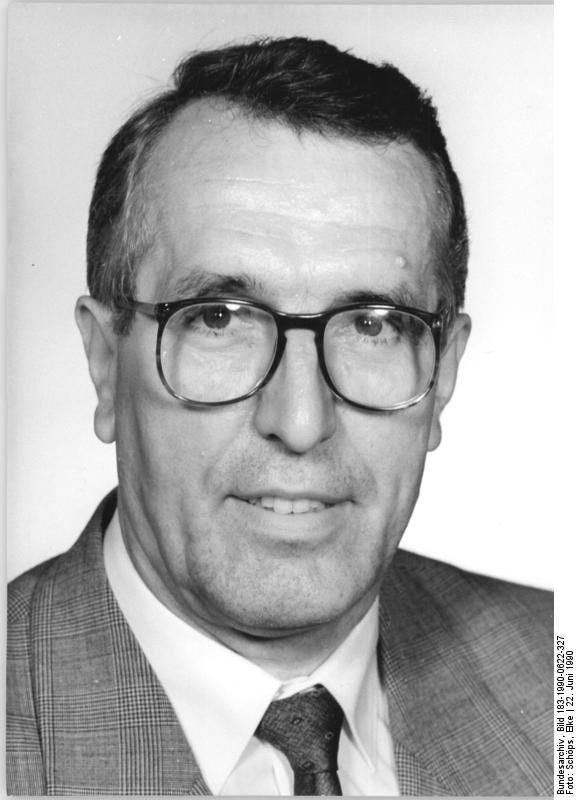
Erdmann Kröger (1990)

Erdmann Kröger (* 5. März 1940 in Laage) ist ein deutscher Politiker (PDS). Er gehörte der letzten Volkskammer der DDR an.

## Leben und Beruf
Kröger besuchte die Grundschule in Laage und die Erweiterte Oberschule in Güstrow, die er mit dem Abitur abschloss. Nach einer zweijährigen Lehre zum Betonbauer studierte er Medizin an der Wilhelm-Pieck-Universität Rostock und schloss als Diplom-Mediziner ab. An selbiger Universität promovierte er zum Dr. med.
1971 begann Kröger als Facharzt für Innere Medizin zu arbeiten, bis 1978 war er als Assistenzarzt an der Klinik für Innere Medizin der Universität Rostock tätig. Danach wechselte er als Chefarzt an die Nephrologische Klinik im Bezirkskrankenhaus Neubrandenburg. 1984 wurde er zum Medizinalrat berufen.
Nach der Wiedervereinigung betrieb er bis 2006 eine eigene Praxis als Facharzt für Innere Medizin und Nephrologie in Neubrandenburg.

## Politik
Kröger trat 1990 in die PDS ein. Diese nominierte ihn für die Volkskammerwahl 1990 auf Platz 3 der Liste im Wahlkreis Neubrandenburg, über diesen zog er in die Volkskammer ein. Dort war er stellvertretender Vorsitzender des Ausschusses für Arbeit und Soziales. Seine Mitgliedschaft endete mit Auflösung der Volkskammer zum 2. Oktober 1990.